# Veliki komet iz leta 1680
Véliki komet iz leta 1680 (oznaka C/1680 V1, znan je tudi kot Kirchov komet) je komet, ki ga je odkril Gottfried Kirch  (1639 – 1710) 14. novembra v letu 1680. To je bil prvi komet, ki so ga je nekdo odkril s pomočjo teleskopa. Postal je eden izmed najbolj svetlih kometov 17. stoletja. Viden je bil tudi podnevi, razvil je izredno dolg rep .
30. novembra se je gibal mimo Zemlje na razdalji samo 0,4 a.e. 18. decembra je dosegel neverjetno majhno prisončje na razdalji samo 0,006 a.e. Največjo svetlost je dosegel 29. decembra .
Nazadnje so ga opazili 19. marca 1681 .
Junija 2008 je bil ta komet že 252 a.e. oddaljen od Sonca .
Velka zasluga za današnje poznavanje tega kometa gre tudi Eusebiu Francisku (KINO) (1645 – 1711), ki je izrisal pot kometa. Z opazovanji je pričel že v Cadízu v letu 1680. Po prihodu v Mexico City je leta 1681 objavil delo Exposisión astronómica de el [sic] cometa v katerem je podal svoja odkritja. 
.  
Čeprav komet spada med blizusončeve komete, verjetno ni član Kreutzove družine kometov .
Za preverjanje točnosti Keplerjevih zakonov je podatke o gibanju kometa pri svojem delu uporabil tudi Isaac Newton .